# Copa de Naciones de la WAFU 2013
La Copa de Naciones de la WAFU 2013, conocida como Go!TV WAFU Cup por razones de patrocinio, fue la 4ª edición de este torneo de fútbol a nivel de selecciones nacionales organizado por la WAFU y que contó con la participación de 8 selecciones nacionales de África Occidental.
Ghana venció a Senegal en la final disputada en Kumasi, Ghana para conseguir el título por primera ocasión, mientras que Togo, campeón de la edición anterior, fue eliminado en las semifinales.

## Fase de grupos

### Grupo A
| Ghana        | 4-1 | Sierra Leona |
| Benín        | 2-2 | Burkina Faso |
| Sierra Leona | 0-1 | Burkina Faso |
| Ghana        | 0-1 | Benín        |
| Burkina Faso | 1-2 | Ghana        |
| Sierra Leona | 2-2 | Benín        |

| Nación       | G | E | P | GF | GC | Pts |
| ------------ | - | - | - | -- | -- | --- |
| Ghana        | 2 | 0 | 1 | 6  | 3  | 6   |
| Benín        | 1 | 2 | 0 | 5  | 4  | 5   |
| Burkina Faso | 1 | 1 | 1 | 4  | 4  | 4   |
| Sierra Leona | 0 | 1 | 2 | 3  | 7  | 1   |

### Grupo B
| Togo    | 1-3 | Senegal |
| Liberia | 1-1 | Níger   |
| Liberia | 0-4 | Togo    |
| Níger   | 0-2 | Senegal |
| Togo    | 3-1 | Níger   |
| Senegal | 2-0 | Liberia |

| Nación  | G | E | P | GF | GC | Pts |
| ------- | - | - | - | -- | -- | --- |
| Senegal | 3 | 0 | 0 | 7  | 1  | 9   |
| Togo    | 2 | 0 | 1 | 8  | 4  | 6   |
| Níger   | 0 | 1 | 2 | 2  | 6  | 1   |
| Liberia | 0 | 1 | 2 | 1  | 7  | 1   |

## Tercer Lugar
| 28 de noviembre de 2013 | Benín     | 1-2 | Togo                      | Baba Yara Stadium, Kumasi, Ghana |                         |
| 14:30                   | Jodel 29' |     | Kossivi 21' · Badarou 77' | Árbitro(s): Joshua Amao          | Árbitro(s): Joshua Amao |

### Final
| 28 de noviembre de 2013 | Ghana                          | 3-1 | Senegal   | Baba Yara Stadium, Kumasi, Ghana |                         |
| 16:30                   | Adusei 14', 87' · Mohammed 60' |     | Gomis 48' | Árbitro(s): Jerry Yekeh          | Árbitro(s): Jerry Yekeh |

## Campeón
| Copa de Naciones de la WAFU 2013 |
| -------------------------------- |
| Bandera de Ghana                 |
| Ghana 1º Título                  |

## Goleadores
4 goles
- Saibou Badarou

3 goles
| - Abdel Fadel Suanon | - Talla N'Diaye | - Sapol Mani |

2 goles
| - Kwabena Adusei | - Latif Mohammed | - Oumarou Alio Youssouf |

1 gol
| - Iréké Agonhoussou - Cédric Coréa - Jodel Dossou - Francis Kaboré - Mohamed Kaboré - Oumarou Nébié - Bassirou Ouédraogo - Michael Akuffu | - Theophilus Annorbaah - Sulley Mohammed - Yahaya Mohammed - Godfred Saka - Mohammed Varney - Roger Gomis - Soro M'Baye - Dominique Mendy | - Richard Sagna - Sidy Sarr - Kwame Quee - Kondo Arimiyaou - Gazozo Kokouvi - Martin Kossivi Nouwoklo |